# Hilaroleopsis coloratus
Hilaroleopsis coloratus är en skalbaggsart som beskrevs av Maria Helena M. Galileo och Martins 2005. Hilaroleopsis coloratus ingår i släktet Hilaroleopsis och familjen långhorningar.
Artens utbredningsområde är Costa Rica. Inga underarter finns listade i Catalogue of Life.